# Parchal
Parchal è un centro abitato ed ex freguesia portoghese sito nel concelho di Lagoa, nella parte nord-ovest del territorio municipale. La popolazione nel 2011 contava 4 019 abitanti in un'area di 3,86 km².
Parchal è un tipico centro "dormitorio", poiché gran parte della popolazione attiva della città si allontana dalla grande metropoli, attraversando il rio Arade come pendolari e scegliendo le terre vicine da abitare. Parchal, per la sua vicinanza a Portimão, fu una delle parrocchie elettive, moltiplicando notevolmente la sua espansione dopo la rivoluzione dei garofani del 25 aprile 1974.
Fu la sede di una freguesia creata il 20 giugno 1997 dalla scissione dell'allora freguesia di Estômbar, fino alla sua soppressione del 2013, nell'ambito di una riforma amministrativa nazionale, per formare, insieme a Estômbar, una nuova freguesia denominata Unione delle freguesie di Estômbar e Parchal (União das Freguesias de Estômbar e Parchal) con sede a Estômbar. In data 12 luglio 2001 Parchal venne elevato allo status amministrativo di Vila.

## Sport
la cittadina ospita l'Estádio Municipal da Bela Vista, impianto sportivo municipale dotato di tribune che riunisce un campo di calcio e una pista di atletica, che dall'edizione 2010 ospita alcuni incontri dell'Algarve Cup, torneo ad invito riservato alle nazionali di calcio femminile.